# (206241) Dubois
Pour les articles homonymes, voir Dubois.
(206241) Dubois est un astéroïde de la ceinture principale nommé en hommage à Eugène Dubois.